# Sekundarna literatura
Sekundarna literatura (lat. Secundus – drugi) je pojam u teoriji književnosti. Nasuprot pravom, pesničkom, književnom tekstu (primarna literatura), onom sa kojim se čitalac najpre susreće, sekudnarna literatura označava naučna i kritička dela koja raspravljaju o samoj knjizi ili piscu. Kada prikazujemo pisce, epohe, pripovedačke postupke, poetike određenih pisaca, ili klimu vremena u kojima su autori stvarali, neophodno je koristiti se sekundarnom literaturom. Ona nudi sve što je sakupljeno u bibliografiji o piscu.